# Buton Rinchen
Buton Rinchen Drub fue el onceno abad del Monasterio de Shalu en Tíbet (1290-1364). Era el décimo cuarto amo de Sakya del siglo y un líder budista tibetano. 
Buton no era simplemente un administrador capaz, sino que se lo recuerda como un erudito y escritor prodigioso, siendo el historiador más celebrado del Tíbet. 
Buton catalogó todas las escrituras budistas en Shalu, algunos 4.569 religiosos y trabajos filosóficos y los ajustó a formato en un orden lógico y coherente. Escribió un libro famoso: la historia del budismo en la India y Tíbet en Shalu que muchos eruditos tibetanos siguen usando para su estudio hoy en día. Después de su muerte influyó fuertemente, durante los siglos posteriores, en el desarrollo de estudios esotéricos y del entrenamiento psíquico en Tíbet. 
Su propósito no era cultivar capacidades mágicas paranormales, sino lograr la aclaración filosófica, una creencia que todo el fenómeno terrenal es un estado de la mente. 
Hasta el día de hoy, es considerado uno de los más importantes historiadores tibetanos y del budismo.
- Datos: Q1018259